# Campos Verdes
Campos Verdes este un oraș în Goiás (GO), Brazilia.
1. ↑   http://cidades.ibge.gov.br/xtras/perfil.php?codmun=520495 Lipsește sau este vid: |title= (ajutor)
2. ↑   http://es.db-city.com/Brasil--Goi%C3%A1s--Campos-Verdes Lipsește sau este vid: |title= (ajutor)